# 에이치엔에스하이텍
에이치엔에스하이텍(영어: H&S High Tech)은 대한민국의 이방성 전도 필름(ACF) 제조 기업이다.

## 제품
ACF 및 수정진동자 전문 제조하여 글로벌 디스플레이업체와 국내외 스마트폰 제
조사에 공급한다.

## 상훈
2024년  대표이사가 대한민국 중소기업인 대회에서 금탑산업훈장을 수상하였다. 2023년 한국무역협회로부터 5000만불 탑을 수상하였다

## 상장
주관사는 미래에셋증권으로 2024년 10월 25일 코스닥 시장에 상장했다.

## 참고 문헌
1. ↑  2024년 중소기업인 대회..선보공업 최금식 대표 등 92인 포상, 스마트투데이, 2024-05-24
2. ↑  에이치엔에스하이텍, 코스닥 이전 '재도전', 한국경제, 2024-05-07
3. ↑  에이치엔에스하이텍, 글로벌 3위 ACF 제조사로 거듭났다, 머니투데이, 2023-05-17
4. ↑  에이치엔에스하이텍 Company Report 대신증권 2025-07-21
5. ↑  에이치엔에스하이텍 김정희 대표이사 회장, 금탑산업훈장 수상, 뉴스핌, 2024년 5월 24일
6. ↑  대전 수출기업 30개·유공자 10명 '무역의 날' 표창, 충청비즈, 2023-12-14